# Ogana Louis
Ogana Ugochukwu Louis (Lagos, 29 dicembre 1995) è un calciatore nigeriano, attaccante svincolato.

## Palmarès

### Club

#### Competizioni nazionali
- Coppa di Lituania: 1

Žalgiris: 2018
- Campionato armeno: 2

Ararat-Armenia: 2018-2019, 2019-2020
- Supercoppa d'Armenia: 1

Ararat-Armenia: 2019

### Individuale
- Capocannoniere della Coppa d'Armenia: 1

2019-2020 (8 reti)